# Пресечина
Пресечина (на сръбски: Пресечина или Presečina) е село в Сърбия, Град Лесковац. В 2002 година селото има 448 жители.

## История
При избухването на Балканската война в 1912 година един човек от Пресечина е доброволец в Македоно-одринското опълчение.

## Личности
Родени в Пресечина
- Кръстю Костадинов (1889 – ?), македоно-одрински опълченец, Струмишката чета[2]